# 祝融

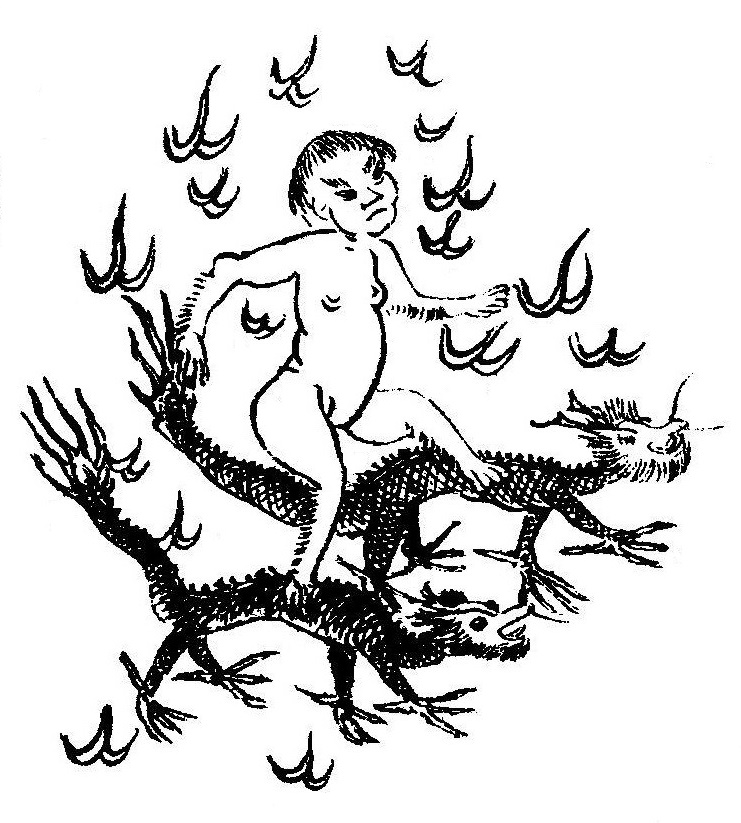
祝融

祝融，中国上古神话人物，号赤帝，乃创世祖神之火神、南方之神、南海之神。据《山海经》记载，祝融的居所是南方的尽头，是他传下火种，教人类使用火的方法。
祝融氏是神农氏时代，或者早在伏羲氏时代一个以善于用火而闻名的部落，对中华先民用火技术的发展作出了突出贡献。到五帝时代，“祝融”被用作官职名称。
「祝融」是火的代名詞，原先所司的火是有利于原始初民生产活动的火，火灾則往往被归结为如畢方等的特定的怪鸟和怪兽。後期方代指火災。

## 起源

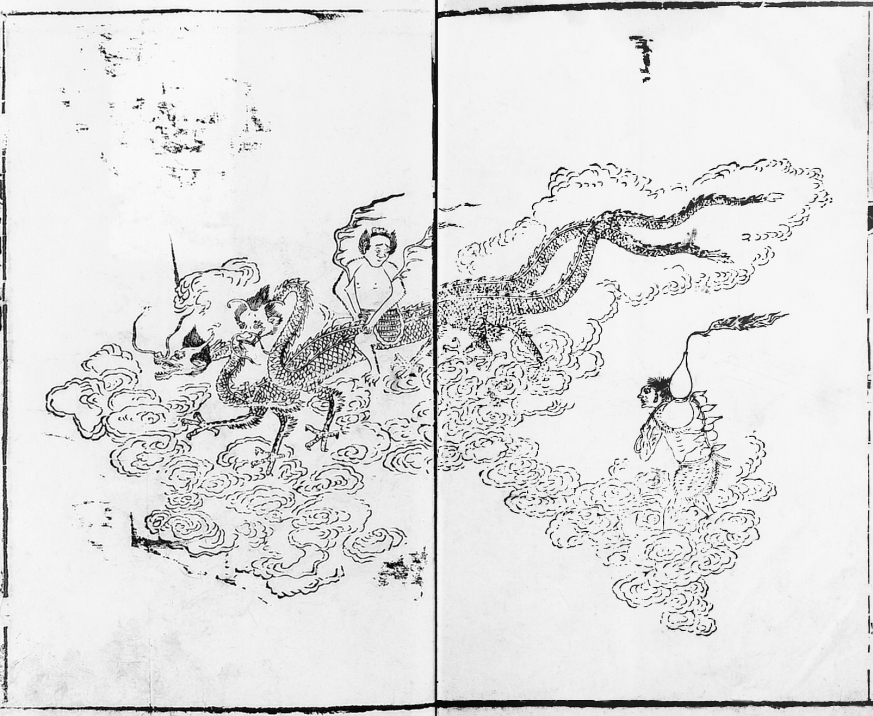
祝融

《山海经·海内经》一书中关于祝融的出生作了以下叙述：“炎帝之妻，赤水之子听沃，生炎居，炎居生节并，节并生戏器，戏器生祝融”。據《越绝书·计倪内经》記載，祝融作为炎帝之后，司管南方。因此是南方先民热爱拥戴的主神，被楚人视为先祖（《国语·郑语》），也被很多民族视为祖先，因此在地位上甚至被排为三皇之一（《白虎通》）。据《山海经·海内经》，在祝融诞生同时，祝融的宿敌共工，是狂暴威武的大神，以水神的面貌出现在北方。
据《吕氏春秋通诠·审分览·勿躬》载：祝融，神名。帝喾时的火官，后尊为火神，命为祝融。
有一说祝融為顓頊帝孫重黎，高辛氏火正之官；《史记·楚世家》：“高阳生称，称生卷章，卷章生重黎。重黎为帝喾高辛居火正，甚有功，能光融天下，帝喾命曰祝融……（帝喾）诛重黎，而以其弟吴回为重黎后，复居火正，为祝融。”这里的祝融是一种官名。祝，大也；融，明也。《国语·郑语》：“夫黎为芈氏火正，以淳燿敦大，天明地德，光照四海，故命之曰‘祝融’，其功大矣。”《吕氏春秋·孟夏》：“其神祝融。” 高诱注：“祝融，颛顼氏后，老童之子，吴回也，为高辛氏火正，死为火官之神。”
汉王符《潜夫论·五德志》：“世传三皇五帝，多以为伏羲、神农为二皇，其一者或曰燧人，或曰祝融，或曰女娲，其是与非未可知也。”
《轩辕黄帝传》记载：“在位百年，始划野九州，奠五岳、四渎、四镇，得苍龙，辨乎东方；得祝融，辨乎南方。”黄帝成为华夏族首领后，开始南巡，走后派遣祝融在衡山治理南方。祝融住在衡山的最高峰上，教授民众用火，在南岳山上活到百余岁，死后葬南岳一山峰，后命名为赤帝峰，其居住的最高峰被命名为祝融峰，祝融峰顶上建祝融殿。宋代封南岳之神为司天昭圣帝，民众又称之为南岳圣帝。

## 祝融與共工之戰
祝融與共工大战，共工戰敗，惱羞成怒用頭撞向不周山，而不周山是天柱，天柱断了，天也塌下来，给世界万物带来灾难，于是就引来女娲补天的神话。

## 祝融助商灭夏
《墨子‧非攻下》提到，夏朝末代暴君桀无道，天帝命令祝融在夏都城放火：“……帝乃使阴暴毁有夏之城，少少有神来告曰：‘夏德大乱，往攻之，予必使汝大堪之。予既受命于天，天命（祝）融隆火，于夏之城闲西北之隅。’”

## 祝融奉帝命杀鲧
据《山海经·海内经》所记载的中国古代洪水神话傳说，禹的父亲鲧为了治理洪水，不待帝命私自偷取天帝的息壤来阻塞洪水；于是天帝派火神祝融在羽山之郊处死鲧，死去的鲧化为三足鳖（黄能），而禹却从鲧的腹中诞生，继续其父的未竟之业。

## 考古发现
在出土楚国竹简中，祝融常和老童、鬻熊受到特别祭祀，并称为三楚先。据安徽大学收藏安大简记载，老童生有四个儿子重、黎、吴、回，第二子黎就是祝融，不是重或吴、回，黎生有季连等六子，并没有陆终一代。

## 纪念
- 南岳衡山主峰名为祝融峰，上有祝融殿。
- 中國首輛火星車2021年4月被命名爲祝融號，象徵點燃中國火星探測的火種[11]。